# Magömlés

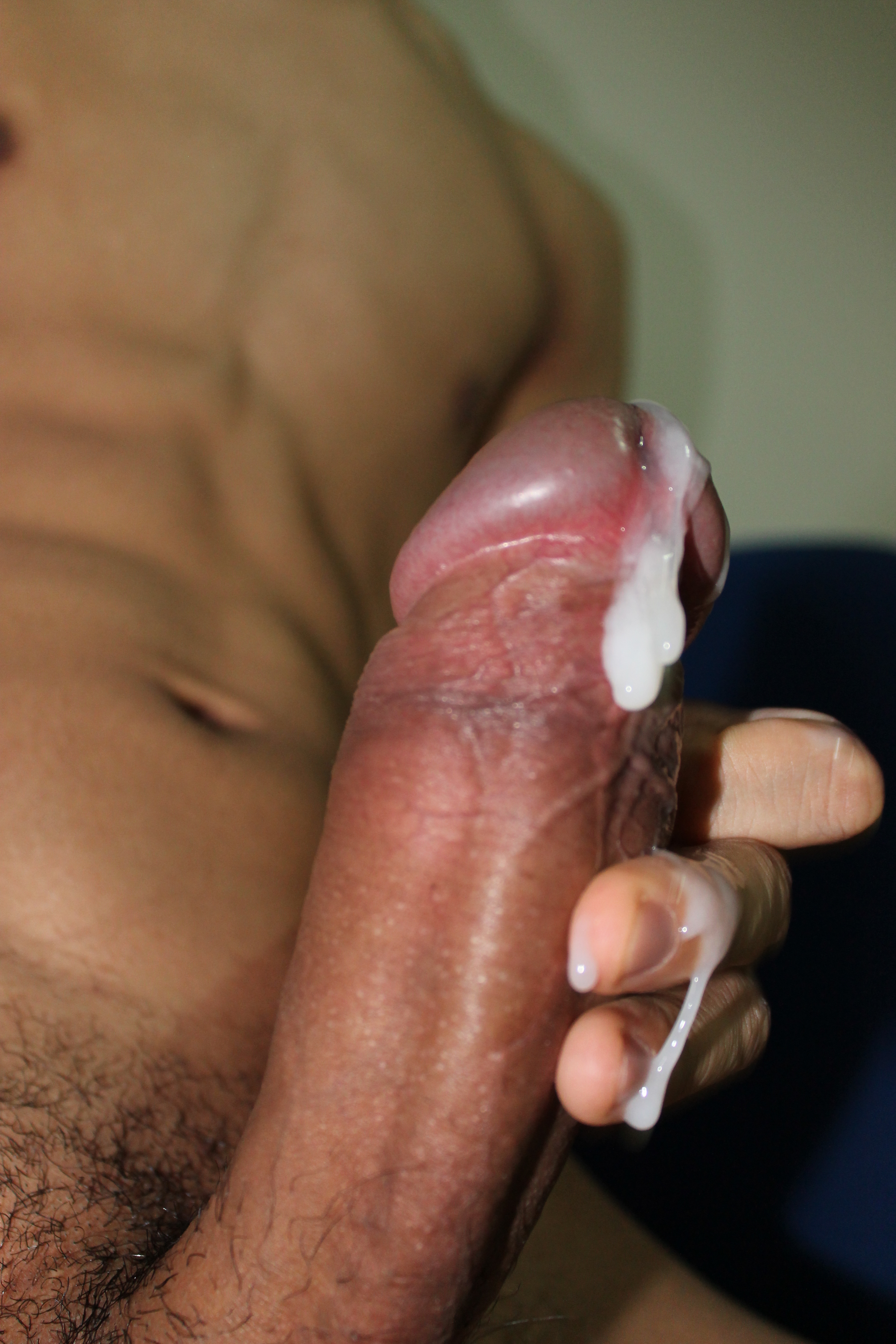
Önkielégítés eredményeképp kilövellt ondó a merev hímvesszőn

Az ejakuláció mértéke változó. Többségében csupán az ondó egyszerű folyásáról beszélhetünk, azonban a férfiak egy kis részénél egészen erőteljes lehet a kilövellés, akár több méterig is terjedhet

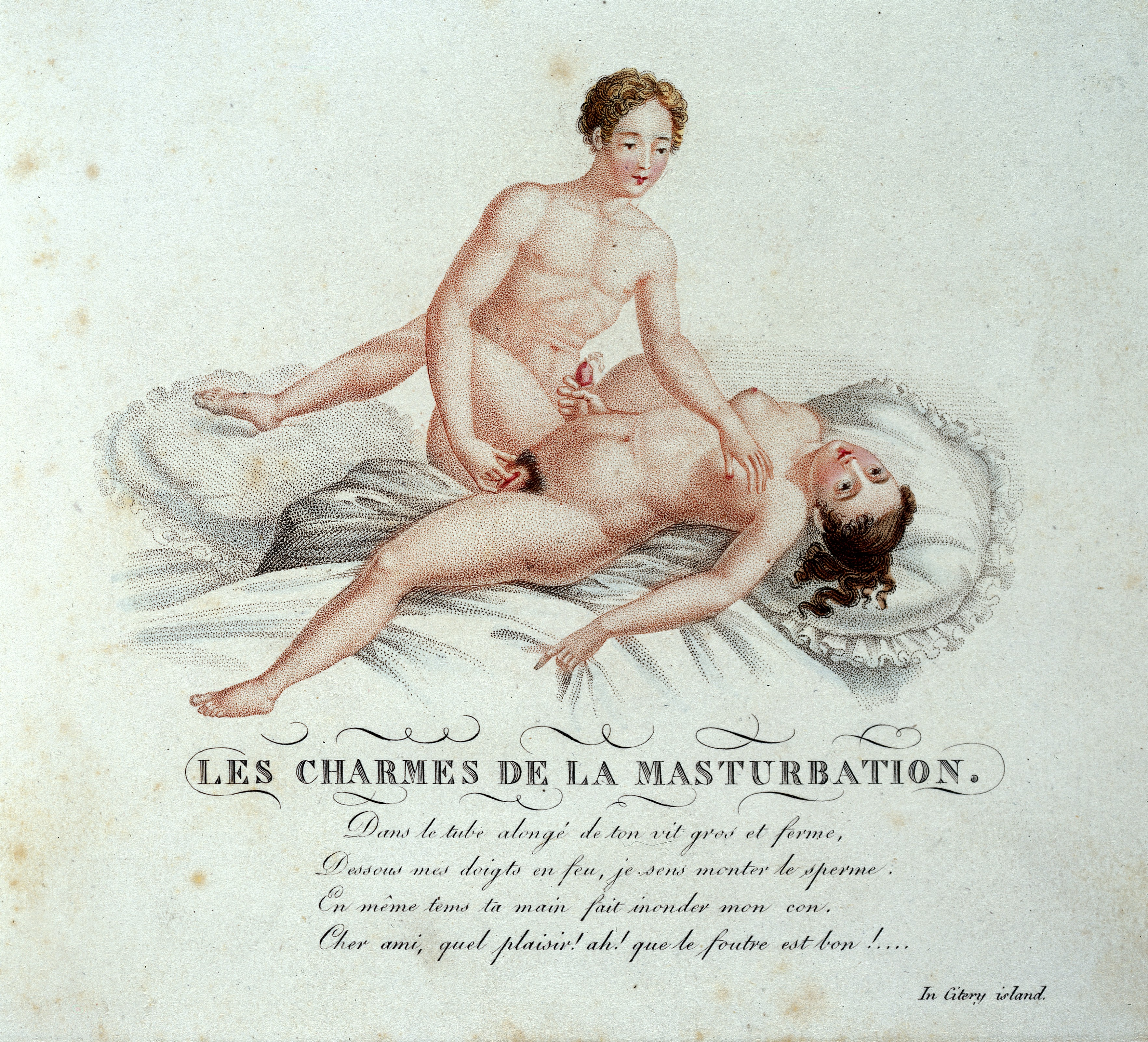
Magömlés, erotikus illusztráció a 19. századból

A magömlés vagy ejakuláció az ondó távozása a hímvesszőből, többnyire orgazmus kíséretében. Általában szexuális tevékenység (közösülés, önkielégítés) hatására következik be. Spontán magömlés azonban (elsősorban serdülő fiúknál) alvás közben is bekövetkezhet. Magömlés és orgazmus a hímvessző ingerlése nélkül, például a prosztata masszírozásával is kiváltható.
A magömlés során távozó váladék mennyisége és a kilövellés erőssége egyénenként változó. Mennyisége általában 1,5–10 ml közötti. Ez függ például a ráhangolódástól, életkortól, és attól, hogy két magömlés között mennyi idő telt el.

## Folyamata
Amikor egy férfi eléri a megfelelő stimulációs szintet, akkor következik be a magömlés. Ezen a ponton a szimpatikus idegrendszer irányításával a herezacskóban termelődött ondó távozik. Az ondó a húgyvezetéken keresztül lövell ki, a pénisz ritmikus összehúzódásával, miközben a nemi inger hatására a prosztata megtöri, és ezzel elzárja a húgyvezetéket. Ezek a ritmikus összehúzódások részei a férfi orgazmusnak. Az átlagos férfi orgazmus 17 mp-ig tart, de változhat pár másodperctől egészen az egy percig is.
Az orgazmus bekövetkezte során az ondó hullámokban áramlik ki a húgyvezetékből, elér egy csúcsmennyiséget, majd összehúzódásonként csökken a mennyisége. Egy tipikus orgazmus 10-15 összehúzódásból áll. Amint az első összehúzódás megtörténik, az ejakuláció végbemegy a befejezésig, mint önkéntelen folyamat. Az összehúzódások sebessége fokozatosan lassul a magömlés közben. A kezdeti összehúzódások átlag 0,6 másodpercenként történnek, és 0,1 másodperccel nőnek összehúzódásonként. Az összehúzódások a legtöbb embernél szabályos időközönként történnek. Néhány férfi észrevehet plusz szabálytalan időközönkénti összehúzódásokat is az orgazmus során.
A magömlés az első vagy második orgazmusos összehúzódásnál kezdődik meg. A legtöbb embernek az első kilövellés a második összehúzódásnál következik be. Az első vagy második kilövellés általában a legnagyobb, ami a teljes ejakulátum 40%-a vagy több is lehet. Ezután a csúcspont után minden összehúzódásnál csökken a mennyiség. Amikor a kilövellés véget ér, az izomösszehúzódások folytatódnak, de már további ondó távozása nélkül. Egy esettanulmányban 7 férfi átlag 7 kilövellést mutatott (átlag: 5 és 10 között), amit további 10 izomösszehúzódás követett, ondó távozása nélkül (átlag 5 és 23 között). Ez a tanulmány összefüggést talált a kilövellések száma és a teljes ejakulátum mennyisége között. Nagyobb ondómennyiség további összehúzódások eredményeképp távozott, nem pedig egy összehúzódással távozott nagyobb mennyiség. A herék műtéti eltávolítását (orchiectomia) követően a szexuális vágy mértékének lecsökkenése ellenére a prosztata változatlanul működőképes marad. Orgazmus esetén ugyanúgy elzárja a húgycsövet, azonban csak a maga által termelt váladékot lövelli ki magából, aminek a szaga kevésbé markáns és színe átlátszó.